# Maison de la sagesse

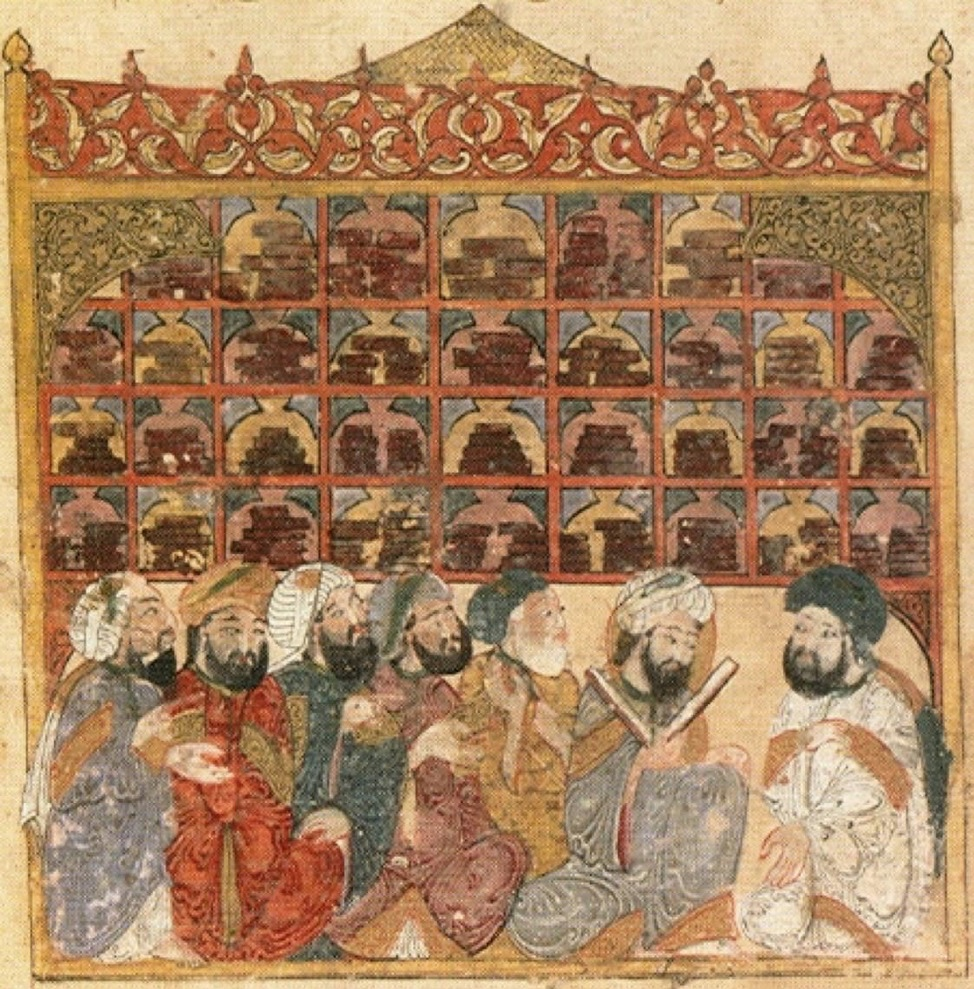
Savants dans une bibliothèque abbasside. Le Maqâmât al-Harîrî Schefer illustré par Yahya al-Wasiti en 1237.

Les maisons de la sagesse (en arabe : بيت الحكمة (bayt al-ḥikma), transcrit aussi par Dâr al-Hikma ou Beit Al-Hikma) sont apparues au début du IXe siècle dans le monde arabe. 
Bien que l'on ait encore du mal à cerner ces institutions, elles auraient associé, pour certains auteurs, des bibliothèques, des observatoires, des hôpitaux, des lieux de réunion et des centres de traduction d'ouvrages de cosmologie, d'astrologie, de mathématique, de philosophie, de poésie et d'histoire. D'autres auteurs, comme Houari Touati (en 2014), l'envisage plus modestement comme une institution bibliothécaire, le « dépôt de livres de la sagesse des Anciens ».
Sans les y réduire, on évoque couramment leur rôle majeur dans la « transmission de l'héritage des civilisations » : bien sûr grecque, perse et du Moyen-Orient, mais aussi indienne, chinoise, etc. Cet aspect fait de ces maisons un des symboles de l'âge d'or de la science arabe, comme lieu de collecte, de diffusion, de copie et de traduction de la littérature d'adab (les belles-lettres).

## Leurs rôles dans l'histoire scientifique

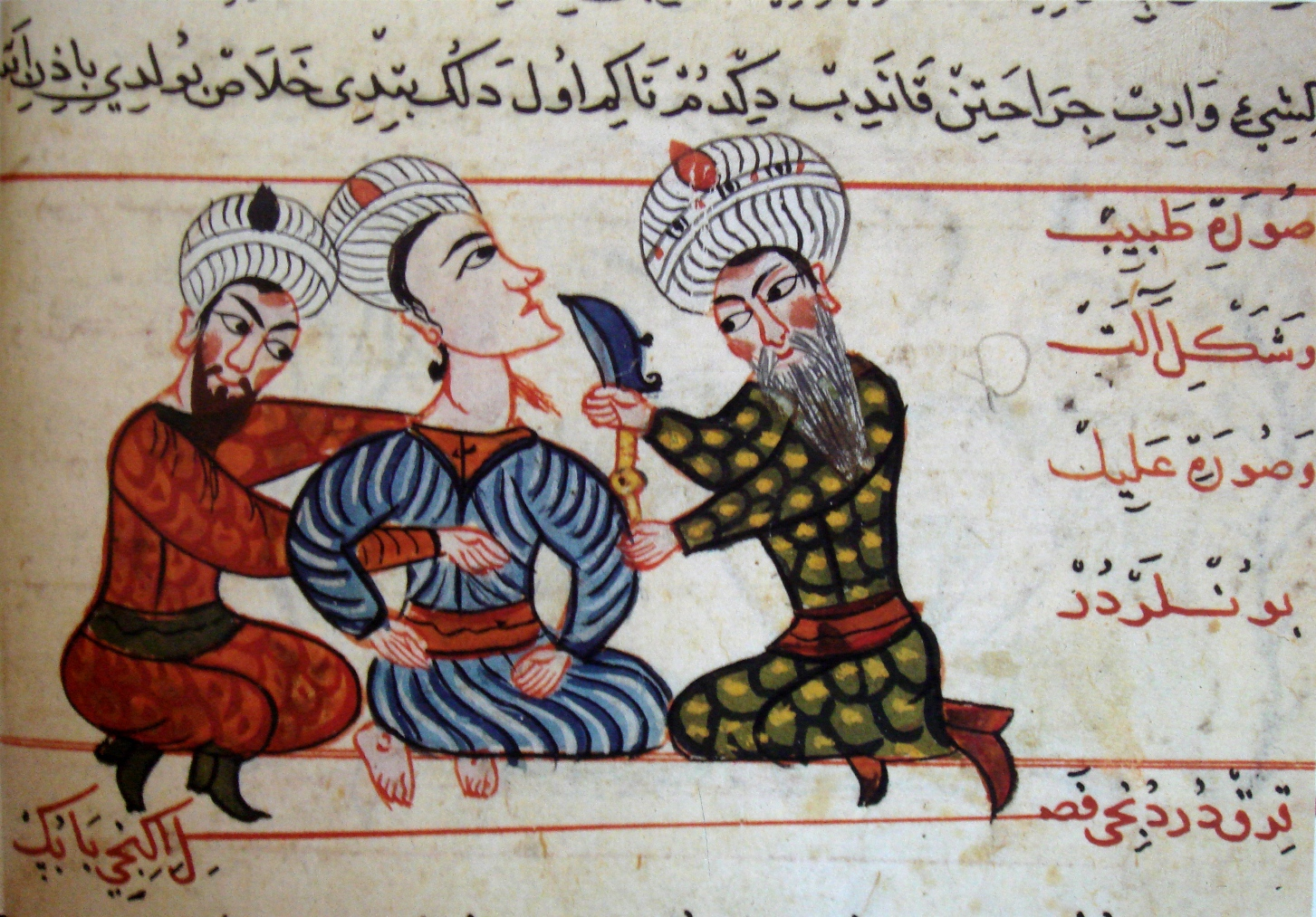
Dessin d'une opération au XVe siècle.

Certains évoquent ces lieux comme des formes d'universités, dans la lignée de la bibliothèque d'Alexandrie de l'époque hellénistique, et comme un ancêtre des bibliothèques publiques modernes. Mais les liens historiques les plus sûrs, particulièrement pour la plus ancienne d'entre elles, sont ceux qu'elles ont avec l'antique académie de Gundishapur (Djund-i Shapur) des Sassanides (et, à travers elle, les écoles d'Athènes), ainsi qu'avec l'école de Dayr Qunna  (ou Deïr Qunna), une école de scribes nestoriens de culture syriaque.

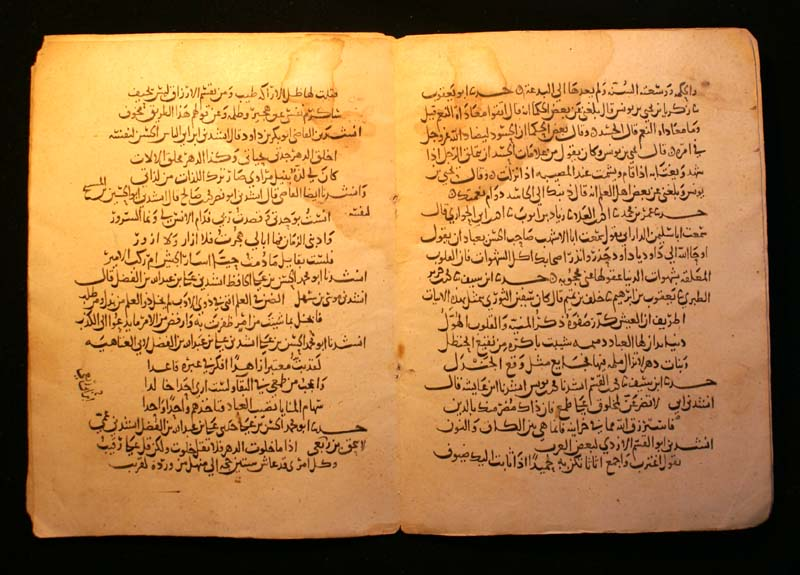
Manuscrit abbasside

Y ont été traduits et mis à la disposition des savants d'abord les histoires et les textes recueillis après l'effondrement de l'empire d'Alexandre le Grand, textes collationnés et traduits en persan sous l'égide des empereurs sassanides. Plus tard, on sait aujourd'hui que les premiers textes traduits seront les Topiques d'Aristote, ainsi que la Physique du même auteur, en vue de répondre aux attaques théologiques de manichéens, des chrétiens nestoriens et melkites, rompus à l'art de la dialectique théologique.
Ces premières traductions entament un mouvement de translation d'une partie des textes de philosophie, de médecine, de logique, de mathématiques, d'astronomie, de musique grecs, pehlevis, syriaques, hébreux, sanskrits, etc., dont ceux d'Aristote, de Platon, de Pythagore, de Sushruta, d'Hippocrate, d'Euclide, de Charaka, de Ptolémée, de Claude Galien, de Plotin, d'Âryabhata et de Brahmagupta au monde arabo-musulman. Les traductions s’accompagnaient de réflexions, de commentaires, et ont donné lieu à une nouvelle forme de littérature.

## LeBayt al-Hikmade Bagdad
La plus ancienne de ces maisons, particulièrement active, est la bibliothèque personnelle du calife abbasside Haroun ar-Rachid de Bagdad qui s'ouvre aux savants en 832, sous le règne d'Al-Mamun. Astronomes, mathématiciens, penseurs, lettrés, traducteurs, la fréquentent, et parmi eux, al-Khwarizmi, Al Jahiz, al Kindi, Al-Hajjaj ibn Yusuf ibn Matar et Thābit ibn Qurra. Du IIe/VIIIe siècle jusqu’à l’invasion par les Mongols, Bagdad était un centre intellectuel autant pour les arts que pour la science. La Maison de la Sagesse apparaît justement à ce moment, durant l’âge d’or de l’islam. La Maison de la Sagesse, ou Bayt al-Hikma (House of Wisdom), était aussi connue sous le nom de Khizanat al-Hikma (Repository of Wisdom). Dans plusieurs textes, on y fait aussi référence en tant que bibliothèque du palais du califat abbasside du IXe siècle, à Bagdad. Plus précisément, le califat abbasside fait référence à la 2e grande dynastie de l’empire musulman, dont le règne fut actif de 750 CE à 1258. Le terme « Hikma », qui apparaît à maintes reprises dans le Coran, a grandement évolué sémantiquement à travers les siècles. Au début, il faisait référence à la sagesse et aux sciences classiques. Ensuite, il était plutôt associé aux croyances hérétiques. Finalement, plus tard, il a fini par être directement associé à la vulgarisation des doctrines ismaélites, un courant chiite de l’islam qui apparaît au VIIIe siècle. C’est pourquoi le contexte sociohistorique a une importance non-négligeable pour comprendre la véritable histoire de la Maison de la Sagesse, ses fondements et son origine.
La Maison de la Sagesse est un symbole du monde scientifique, mais à cause de mauvaises traductions des académiques occidentaux, d’un manque de contextualisation sociohistorique (et de compréhension dudit contexte) et de la propagande antimusulmane, la manière dont elle est conçue aujourd’hui serait erronée. Plusieurs chercheurs parlent de la Maison de la Sagesse comme étant un mythe, une utopie intellectuelle imaginée par les occidentaux. De plus, plusieurs textes académiques démontrent que, à cause de la propagande antimusulmane, l’histoire occidentale serait devenue peu à peu erronée face aux réelles contributions de l’Islam à la science, aux mathématiques et à la philosophie. La Maison de la Sagesse semble donc exister en tant qu’idée, un concept à la frontière entre idéal et histoire réelle. 
À propos du Bayt al-Hikma de Bagdad, M.-G. Guesdon conclut (en 1992, p. 150) qu'« appuyé sur la culture des communautés en présence plus que sur un modèle ancien, il fut [...] une appropriation active, donnant lieu à une création originale, dont les raisons tenaient tant à la continuité humaine et culturelle d'une région qu'aux problèmes posés par l'islamisation de la société. »
Des traductions y sont réalisées, en particulier sous l'égide du Persan Salm, qui fut le premier directeur du Bayt al-Hikma. Le chrétien nestorien Hunayn ibn Ishâk al Ibadi est chargé par Al-Mamun de vérifier les corrections des autres traducteurs, mais rien ne permet d'étayer l'affirmation selon laquelle il aurait dirigé le premier atelier de traduction de cette institution. Il traduit, avec l'aide de son fils Ishâq et son neveu Hubaysh et d'autres spécialistes moins connus comme Étienne ibn Bâsil, Musâ ibn Khalid et Yahyâ ibn Hârûn, une centaine d'ouvrages du grec vers le syriaque puis du syriaque vers l'arabe. Une bibliothèque prenait place dans la Maison de la Sagesse, et contenait des connaissances inestimables, dont de nombreuses traductions vers l’arabe d’écrits en grec, en hindou et en perse. Les érudits qui ont contribué à la Maison ont fait des progrès incroyables pour la science et l’avancement de la recherche académique. Par exemple, en seulement 50 ans, ils ont traduit l’intégrité des ouvrages de langue grecque en science et en philosophie. Cette traduction de masse se nomme le « Graeco-Arabic translation movement », qui souligne l’avancement énorme fait par les érudits de la Maison de la Sagesse durant l’âge d’or de l’islam, en particulier pour ce qui est des traductions du grec vers l’arabe, mais aussi du pahlavi, sanskrit et syriaque vers l’arabe. Les érudits arabes ont donc joué un rôle crucial du dans le développement et l’avancement de l’occident d’aujourd’hui. Sans ces traductions, la science ne serait pas ce qu’elle est désormais.
La Maison avait initialement été conçue comme une librairie personnelle pour les collections de Hārūn al-Rašīd. Cependant, sous le règne de son fils, la bibliothèque est plutôt devenue un centre intellectuel pour la recherche, la connaissance et la traduction. La collection de la Maison de la Sagesse se voulait le reflet de la continuité de l’héritage perse. La bibliothèque contenait deux grandes sections. Dans la première, on pouvait retrouver des traductions en de nombreuses langues vers l’arabe. Dans la deuxième, il y avait plutôt une collection de livres qui provenait de partout à travers le monde. La Maison a grandement évolué à travers les années, et s’est enrichie sous le règne de Hārūn al-Rašīd de 786 à 809. Cependant, elle atteint son apogée sous le règne du fils de Hārūn, al-Ma'mûn, de 813 à 833. Par ailleurs, la maison continue de se développer sous les califes Al-Mutasim et Al-Wathiq, mais semble décliner sous le règne d'Al-Mutawakkil. Après l’an 833, marquant le décès de al-Ma'mûn, les mentions qui célèbrent la grande bibliothèque cessent presque entièrement. En effet, elle devait alors servir de tribunal musulman lors de la crise mutazilite qui optait pour un Coran créé, et non incréé. Ce sont finalement les partisans d'un Coran incréé qui devaient l'emporter. Une fois le mutazilisme défait, après l'arrivée au pouvoir d'Al-Mutawakkil en 847, et l'interdiction définitive de discuter du Coran, la maison redevint une simple bibliothèque. Sous le nom d'Hizanat al-Ma'mun, elle restera ouverte au moins jusqu'au Xe siècle, peut-être même jusqu'à la destruction des bibliothèques de Bagdad, en 1258. En effet, en 1258, année qui marque l’invasion de Bagdad par les Mongols, la Maison de la Sagesse est malheureusement détruite.
Dans la culture populaire, la célèbre Maison est représentée dans le fameux recueil de contes anonymes Les Mille et Une Nuits, dans lequel on enregistre toute la splendeur du contexte et de Bagdad à cette époque. De plus, plusieurs grands scientifiques sont historiquement associés à la Maison de la Sagesse, comme Muḥammad ibn Mūsā al-Khwārizmī, un mathématicien considéré comme le père de l’algèbre, dont le nom latinisé est à la base du terme « algorithme ». 

### Aujourd'hui
La Maison de la sagesse du IXe siècle a laissé place à un institut de recherche. L'ancienne madrasa médiévale n'existe plus et le centre de recherche contemporain fut en partie détruit lors de la guerre d'Irak de 2003.
En 2012, La Maison de la sagesse de Grenade, Andalousie, saluée par l'Unesco comme une initiative citoyenne œuvrant pour la paix dans le monde a été lancée par des citoyennes et citoyens de Grenade, sur une idée de Khal Torabully. Elle a pour but de réactualiser la convivencia.

## Autres institutions marquantes
Algérie
bien que moins connue que celle de Bagdad fondée par le calife abbasside Al-Ma’mun au IX e siècle.
Durant les périodes médiévales et ottomanes, plusieurs centres de savoir ont existé en Algérie, notamment à Tlemcen, Bédjaïa, Alger et Constantine, où des érudits ont joué un rôle majeur dans la transmission et le développement des sciences et des lettres.
1. Bedjaïa (Bougie) : Un Centre de Savoir
. Au XIIe siècle, sous les Hammadides, Bédjaïa a été un foyer intellectuel majeur, surnommé  parfois l’Athènes de l’Afrique du Nord. Des savants comme Al-Idrissi (géographe), Ibn Hamdis (poète) et surtout Leonardo Fibonacci (mathématicien italien) y ont étudié.
La ville abritait des madrasas et bibliothèques ou les sciences, la philosophie et la médecine étaient  enseignées, dans un esprit similaire à celui de la Beit al-Hikma de Bagdad.
2. Tlemcen : Une Tradition Universitaire
Tlemcen, sous les Zianides (XIII-XVI siècles), a connu une grande prospérité intellectuelle, notamment avec des institutions comme la Madrasa Tachfinia, qui formait des érudits en théologie, médecine et astronomie.
Ibn Khaldoun, grand historien et philosophe, y a enseigné.
3. Alger et Constantine à l’époque Ottomane
l’époque ottomane, Alger et Constantine possédaient des bibliothèques  et écoles théologiques comparables aux grandes maisons de la sagesse (Beit al-Hikma) du monde musulman.
La mosquée Ketchaoua à Alger et la médersa Sidi Kettani Ã  Constantine étaient des centres de savoir influents.
Bien qu’il n’y ait pas eu une Beit al-Hikmaâ unique et officielle en Algérie comme Bagdad, plusieurs villes ont joué un rôle similaire, en accueillant et en diffusant le savoir scientifique, philosophique et religieux. L’héritage de ces institutions a contribué à faire de l’Algérie un centre intellectuel important dans le monde islamique médiéval.

### Cordoue
Au Xe siècle, le calife omeyyade Al-Hakam II développe une bibliothèque avec un réseau de libraires-copistes à Cordoue[réf. nécessaire].

### Le Caire
En 1004 le sixième calife fatimide Al-Hakim bi-Amr Allah fonde la Maison du savoir, le Dar al-Hikma du Caire[réf. nécessaire].

### Fès
Au XIVe siècle, le sultan mérinide Abu Inan Faris, fonde à Fès la bibliothèque rattachée à la medersa.
Le lancement des activités de la Maison de la Sagesse Fès-Grenade par le Cardinal Barbarin a lieu à son siège social, le Palais Shéréhézade à Fès, le 2 novembre 2016, en présence de son fondateur Khal Torabully et du bureau.
La Maison de la Sagesse Fès-Grenade est une organisation internationale reliée à Grenade, Quanzhou et Samarkand. Elle est une initiative reconnue par l'UNESCO. 

### Tunis
Beït El Hikma a Tunis.